# ロシアン・ルーレット (2010年の映画)
『ロシアン・ルーレット』（原題: 13）は、2010年のアメリカ合衆国のサスペンス映画。ゲラ・バブルアニ監督が、自身の長編デビュー作『13/ザメッティ』をハリウッドでリメイクした作品 。出演はサム・ライリー、ジェイソン・ステイサム、ミッキー・ロークなど。「集団ロシアンルーレット」に参加することになった青年の命懸けの苦闘を描いている。

## ストーリー
病気の父と暮らす貧しい青年ヴィンスは大金がもらえる仕事があると聞いて、ある館を訪れた。
そこでは17人の男たちが輪になって目の前の人物を銃で撃つ、ロシアン・ルーレットの集団版が行われることになっており、さらにそのロシアン・ルーレットのプレイヤーの命に大金を賭けるギャンブラーたちもいた。
そして、ヴィンスはそのロシアン・ルーレットにプレイヤーとして参加した。

## 登場人物
ヴィンス・フェロー
5人家族。病気の父のため、電気工事士の資格を取得し、アイリーン・ハリソン宅で仕事をしている。アイリーン・ハリソン宅で仕事中、夫であるウィリアム・ハリソンが大麻の注射器を自ら打ち死亡するのを目撃する。そこで、警察は重要参考人として調査する。死亡する前ウィリアム・ハリソンとブローラの話していたことを隅で聞いており、気になった彼はハリソン宅に届いていた封筒を見てしまう。それが、彼の運命の始まりとなる。背番号は13番。
ジャスパー・バッジェス
謎の男。兄のロナルド・リン・バッジェスの入院費を払うのに精一杯。常に銃を腰の後ろに携帯している。黒帽子に、スーツ、黒い手袋。ロナルドのお金で贅沢三昧をしている。高級車に乗っている。
パトリック・ジェファーソン
メキシコの刑務所に収監されている。刑務所の所長が釈放を命じたが、それは嘘で今回のゲームに参加させられる。輸送するため2日間も箱詰めにされた。弟がおり、刑務所に入っていて1年後には釈放されると言っている。背番号は17番。
ロナルド・リン・バッジェス
ジャスパー・バッジェスの兄。病院生活で薬を飲まない。病院から特別に外出許可がおりて今回のゲームに参加する。13という数字を気に入っていないらしい。過去に3度の優勝している。引き金を迷わずに引く。
ヘンリー
館内の進行人。声がでかく、短気さがある。彼の手の合図で電球がつく。
ジミー
パトリック・ジェファーソンの監視役。
シュレンドルフ
ハンス (11番) のアシスタント。眼鏡をかけている。
アイリーン・ハリソン
ウィリアム・ハリソンの妻。ウィリアム・ハリソンの死亡を確認する。時々煙草を吸う。
ラリー・ミューレン警部
ウィリアム・ハリソンの死後、ヴィンス・フェローが怪しいのではないかと捜査する。
ジョー・ガーバー
今回のゲームでウィリアム・ハリソンが来る予定だったが、ヴィンス・フェローが来て驚く。ヴィンス・フェローからウィリアム・ハリソンの事情を説明される。
ジャック
ジョー・ガーバーとマークの付き添い。ヴィンス・フェローを迎える時は、車で登場し案内したり、彼に弾の入れ方などを教える。
マーク
ジョー・ガーバーの仲間。
レーン
ヴィンス・フェローの母親。仕事を見つけるのに精一杯。
クララ
ヴィンス・フェローの姉。母の仕事を心配している。
ウィリアム・ハリソン
今回のゲームに参加する予定だったが、大麻の注射器で死亡した。
ブローラ
ウィリアム・ハリソンの仲間。路上生活でお金に困っている。ウィリアムが死亡する前にゲームのことを聞かされる。
クラウディオ
ヴィンス・フェローを乗せたタクシー運転手。ベレー帽をかぶっている。警察の捜査協力をしている。

## キャスト
| 役名                       | 俳優                               | 日本語吹替 |
| -------------------------- | ---------------------------------- | ---------- |
| ヴィンス・フェロー         | サム・ライリー                     | 平川大輔   |
| ジャスパー・バッジェス     | ジェイソン・ステイサム             | 山路和弘   |
| パトリック・ジェファーソン | ミッキー・ローク                   | 安原義人   |
| ロナルド・リン・バッジェス | レイ・ウィンストン                 | 楠見尚己   |
| ヘンリー                   | マイケル・シャノン                 | 間宮康弘   |
| ジミー                     | カーティス・“50セント”・ジャクソン | 林和良     |
| シュレンドルフ             | ベン・ギャザラ                     | 真田五郎   |
| アイリーン・ハリソン       | エマニュエル・シュリーキー         | 下田レイ   |
| ラリー・ミューレン警部     | デヴィッド・ザヤス                 | 中博史     |
| ジョー・ガーバー           | ロナルド・ガットマン               | 山口りゅう |
| ジャック                   | アレクサンダー・スカルスガルド     | 高橋英則   |
| マーク                     | ジョン・ベッドフォード・ロイド     | 遠藤大智   |
| レーン                     | アリス・バレット                   | 水野ゆふ   |
| クララ                     | ギャビー・ホフマン                 | 川島悠美   |
| ウィリアム・ハリソン       | マイケル・ベリー・Jr               | 山内健嗣   |
| ブラーロ                   | フォレスト・グリフィン             | 広田みのる |
| クラウディオ               | ジェイミソン・アーネスト           | 加藤拓二   |
| ポール                     | クリス・マッキニー                 | 里卓哉     |
| マヒマ                     | トオル・オオノ                     | 江藤博樹   |
| テイラー                   | ウェイン・デュバル                 | かぬか光明 |
| 警護2                      | ドン・フライ                       | 町田政則   |

## 評価
Rotten Tomatoesによれば、14件の評論のうち高評価は7%にあたる1件で、平均点は10点満点中3.8点となっている。